# Il tesoro di Venezia
IL TESORO DI VENEZIA (Videogioco 1996)
Il tesoro di Venezia è un videogioco d'avventura per bambini realizzato da Daniele Panebarco e pubblicato da DeAgostini Multimedia nel 1996. il cui protagonista, Leo, sarebbe in seguito apparso in alcuni giochi didattici anch'essi pubblicati presso la DeAgostini.
Piattaforma
Microsoft Windows
Data di pubblicazione
1996
Genere
Avventura
Origine
Italia
Sviluppo
De Agostini Multimedia
Pubblicazione
De Agostini Multimedia
Modalità di gioco
Giocatore singolo
Periferiche di input
Mouse
Supporto
CD
Requisiti di sistema
Windows 3.1/95, CPU 486/33MHz, RAM 8 MB, Scheda video SVGA
Mac OS 7.1, RAM 8 MB

Trama: nel 1978 a Venezia nell' Istituto di studi orientali, il professor Eugenio cacciaguai trovò il cofanetto del cavaliere templare originario di Venezia Jacopo bulbus e dopo aver esaminato una pergamena firmata dallo stesso bulbus, che era dentro nel cofanetto, a casa sua la sera stessa e dopo aver letto la pergamena decise di fare un sopralluogo il giorno successivo nella casa di Jacopo bulbus. Però il giorno successivo, proprio quando era davanti alla casa di bulbus, Eugenio cacciaguai morì improvvisamente. Passarono gli anni e la moglie di cacciaguai e la figlia si sono trasferite a borgogioso dopo la morte del marito e un giorno ricevette una cartolina e la signora cacciaguai dopo aver letto la cartolina urla e svenne e le sue urla attirano Leo che si era svegliato di colpo. Dopo aver raggiunto la casa della signora cacciaguai Leo legge la cartolina e scopre che due malviventi il dottor lucky morte e il suo assistente anno rapito la figlia Marianna e se la madre di Marianna non consegna la mappa dei templari uccideranno la figlia. Leo decide di prendere l'aereo per Venezia per salvare Marianna. Appena arrivato in Italia a Venezia, Leo dopo mille peripezie riesce a salvare Marianna cacciaguai, trova il bastone del gran maestro dei templari nella torre dell' orologio, raggiunge la casa di Jacopo bulbus, che ai giorni nostri e diventata una pescheria, dopo aver trovato la mappa dei templari e dopo aver tentato di difendere la mappa da parte dei cattivi viene picchiato e svenne con i cattivi che gli rubano la mappa. Però i cattivi vengono sconfitti quando il nostro eroe gli salta addosso sul loro motoscafo, a volte saltano su un altro motoscafo o addirittura sul marciapiede, Leo decide di distruggere la mappa perché a causato fin troppi Guai e da adesso in poi non sarà un pericolo per nessuno. Leo appena ritornato a borgogioso decide di non andare al ringraziamento e nemmeno di ricevere la medaglia da parte del sindaco di borgogioso per il suo coraggio e decide di ritornare da dove era interroto fin dall' inizio del gioco: overro dormire.